# Côte d’Or
Côte d'Or är en belgisk chokladtillverkare som ägs av Mondelez International. Côte d'Or grundades 1883 av Charles Neuhaus. Namnet kommer från Guldkusten, idag Ghana, där kakaon som användes för tillverkningen odlades.